# Sin piedad para nadie
Sin piedad para nadie (en hangul, 광장; romanización revisada, Gwang-jang; literalmente, «La plaza») es una serie de televisión web surcoreana, un drama de acción criminal y venganza en siete capítulos basado en un webtoon del mismo título original escrito y dibujado por Oh Se-hyung y Kim Kyun-tae. La serie está escrita por Yoo Ki-sung y Kim Joon-hyun, está dirigida por Choi Sung-eun, y protagonizada porSo Ji-sub, Heo Joon-ho, Ahn Kil-kang, Lee Beom-soo, Gong Myung, Choo Young-woo y Jo Han-chul. Se estrenará en Netflix el 6 de junio de 2025.

## Sinopsis
Ki-joon, que se cortó el tendón de Aquiles para abandonar el mundo del crimen organizado, regresa once años después para investigar y vengar la muerte de su hermano Gi-seok. Tras la salida de su hermano mayor, este había contribuido al éxito de la organización Joo-woon, donde llegó a ser el director ejecutivo. Su misteriosa muerte desencadena una serie de terribles sucesos.

## Reparto

### Principal
- So Ji-sub como Nam Ki-joon, un antiguo miembro de una banda criminal, a la que regresa once años después para esclarecer y vengar la muerte de su hermano Ki-seok.[2][3][4]
- Heo Joon-ho como Lee Joo-woon, el jefe de la organización Joo-woon.[2]
- Ahn Kil-kang como Goo Bong-san, el jefe de la organización rival Bong-san, una persona que lo da todo por su hijo.[2][5]
- Lee Beom-soo como Sim Seong-won, el jefe de N-Clean, una empresa que se ocupa de la limpieza y el borrado de las escenas del crimen cometidas por la organización, y que estuvo involucrado en la muerte de Ki-seok.[2]
- Gong Myung como Goo Joon-mo, el heredero de Bong-san, un personaje que necesita tener todo lo que desea y hacer lo que quiere para sentirse realizado.[6][5]
- Choo Young-woo como Lee Geum-son, el hijo del líder de Joo-woon, que es en la actualidad un fiscal y mantiene las distancias con la banda, pero tiene una ambición desconocida.[7][8]
- Jo Han-chul como Choi Seong-cheol, la mano derecha del jefe Lee Joo-woon. Es extremadamente fiel a su jefe y a la banda, pero también siente lealtad por Ki-joon, de modo que cuando este regresa se enfrenta a un dilema.[2][5]

### Secundario
- Ahn Se-ho como Kim Choon-seok, director de la organización Bong-san.
- Jung Gun-joo como Cheon Hae-beom, miembro de la organización Joo-woon, que fue confidente de Ki-seok. Once años después, le sigue siendo leal ayudando a su hermano Ki-joon.[9][10]
- Lee Dong-ha como Lee Dong-kyung, director de la organización Bong-san.
- Jung Min-sung como un fiscal jefe adjunto, adscrito a la Unidad de Investigación Especial, superior de Geum-son.
- Song Yo-sep como el director Park.
- Heo Ji-won.
- Yoon Soo-hyuk como un fiscal.
- Lee Hyung-joo como un empleado de Joo-woon.
- Uhm Jun-gi como Jeong Hee-chan, un joven que lideró a su grupo para atacar a Ki-seok por una recompensa.
- Jo Jeong-geun como el presidente Oh, que fue hasta hace once años el jefe de la organización que luego se escindiría en las dos bandas Bong-san y Joo-woon.
- Shim Ji-hwan como Oh Seung-won, el hijo del presidente Oh.
- Choi Ji-ho como Ahn Tae-hwan, el asistente más próximo del presidente Oh, que perdió su mano derecha debido a un incidente ocurrido hace once años.
- Jonathan Villoso como Okur, empleado de Joon-mo.
- Hong Jun-young como Anton, un matón contratado por Joon-mo.
- Kim Tae-in como Jeong Ik-seon, un excampeón de lucha contratado por Joon-mo.
- Hwang Dong-hyun como Hyeong-jin, un matón contratado por Joon-mo.
- Lee Ki-young como el médico en el hospital Taekwang que se ocupa del tratamiento de Ki-joon.
- Kim Hak-sun como Han Seok-yoon, jefe de la Unidad Gwangsu de la Agencia de Policía Metropolitana de Seúl, una persona profundamente involucrada en la muerte de Ki-seok.
- Lee Jae-yoon como Kaneyama, el verdadero autor de la muerte de Ki-seok, un sicario de la prefectura de Shimane, cuyo verdadero nombre es Kim Gil-rok.[11]
- Kang Shin-hyo como Hong Hyun-seok, director de la organización Bong-san.
- Koo Seong-hwan como un detective de Gwangsu.

### Apariciones especiales
- Cha Seung-won como el señor Kim/Cha Young-do, una figura misteriosa que está detrás de la coexistencia de las dos organizaciones. Es el jefe del departamento de presupuestos de la policía de Seúl.[12]
- Lee Joon-hyuk como Nam Ki-seok, el hermano menor de Ki-joon y segundo al mando de Joo-woon, su asesinato bajo circunstancias misteriosas hace que su hermano regrese del aislamiento después de once años para vengar su muerte.[13]
- Lee Sang-hee como una abogada, que se ocupa de la defensa de Jeong Hee-chan.
- Lim Hyeong-guk como Choi Byeong-ho, un exmiembro de la organización Joo-wwon, que abandonó para dirigir una academia de béisbol.
- Jung Hee-tae como un fiscal, miembro de la Fiscalía del Distrito.[14]

## Producción
Sin piedad para nadie está basada en un webtoon del mismo título original (La plaza) escrito y dibujado por Oh Se-hyung y Kim Kyun-tae y serializado en Naver. Ambos enviaron sendos mensajes de felicitación con comentarios favorables después de un visionado previo de esta adaptación. Es una coproducción de Yong Film y Studio N. La dirección corre a cargo de Choi Sung-eun, que dirigió en 2016 la serie web 통 메모리즈 [Recuerdos completos]. Choi declaró, a propósito de su trabajo: «dado que la obra original estaba tan bien hecha y era tan inmersiva, me centré en preservar el tono y la forma de la original tanto como fuera posible durante el proceso de adaptación, e intenté mantener la esencia de la narrativa centrada en la venganza de Nam Ki-joon». La serie introduce cambios en los personajes: Lee Joo-woon y Geum-son son ahora padre e hijo, y no abuelo y nieto como en el comic; y en este no existía tampoco la figura del señor Kim, interpretado por Cha Seung-won.
El 27 de octubre de 2023 se confirmó la producción de la serie, así como el reparto de protagonistas y la caracterización de sus respectivos personajes. So Ji-sub regresa con esta serie al género de acción después de trece años. Para Gong Myung es la primera vez en absoluto, así como el papel de villano.
El 4 de febrero de 2025 Netflix anunció que la serie se estrenaría en el segundo semestre, sin indicar la fecha precisa. El 9 de mayo indicó que sería el 6 de junio, y lanzó un cartel y un vídeo como avances. Las reacciones del público al primer vídeo del 4 de febrero fueron en general negativas. El reparto estelar de actores había generado gran expectación, pero después se impuso la percepción de que, para decepción de los aficionados al webtoon, la serie es completamente diferente, pues toma de él solo el título y los personajes. Y, por otro lado, las escenas de acción mostradas en el avance fueron evaluadas en las redes sociales como no superiores a las de cualquier producción comercial, con el protagonista que somete a sus oponentes con extrema facilidad, en contraste otra vez con el webtoon, que se distingue en su categoría por mostrar una sólida historia de venganza y escenas de lucha brutales.
El 13 de mayo de 2025 Netflix distribuyó ocho imágenes del personaje protagonista Ki-joon, y dos días después de los personajes de las bandas rivales Joo-woon y Bong-san. El 22 de mayo lanzó el cartel y el avance principales. El 29 y el 31 de mayo publicó dos grupos de fotogramas con algunas escenas. El 30 de mayo So Ji-sub y Gong Myung aparecieron como invitados en el programa radiofónico Lee Eun-ji's Music Plaza, de KBS, para promocionar la producción.
El 5 de junio se presentó la producción en el Ambassador Seoul Pullman en Jung-gu, Seúl, con la presencia del director Choi Seong-eun y los actores So Ji-sub, Gong Myung, Choo Young-woo, Ahn Kil-kang, Jo Han-chul y Lee Joon-hyuk.